# Centris deiopeia
Centris deiopeia là một loài Hymenoptera trong họ Apidae. Loài này được Gribodo mô tả khoa học năm 1891.